# Bejaratana Rajasuda
Bejaratana Rajasuda (24 de novembro de 1925 — 27 de julho de 2011) foi a única filha do Rei Vajiravudh da Tailândia. Ela era prima em primeiro grau do rei Bhumibol Adulyadej e terceiro primo do rei Norodom Sihanouk do Camboja.
Seu funeral foi realizado em 9 de abril de 2012, no terreno cerimonial Sanam Luang em Banguecoque.

## Títulos e estilos
- 30 de dezembro de 1925 - 10 de julho de 1935 : Sua Alteza Real Princesa Bejaratana Rajasuda.
- 10 de julho de 1935 - 27 de julho de 2011 : Sua Alteza Real Princesa Bejaratana Rajasuda, a Princesa Prima